# Jonathan Byrd
Jonathan Byrd (27 januari 1978) is een Amerikaans professioneel golfer. 

## Amateur
Byrd studeerde aan de Clemson Universiteit en speelde college golf. Hij won onder meer het Northern Amateur en speelde namens de Verenigde Staten in de Walker Cup en de Palmer Cup.

## Professional
Byrd werd in 2000 professional. Hij speelde het eerste seizoen op de BUY.COM Tour, de voorganger van de Nationwide Tour, won een toernooi en eindigde in de top-10.
Sinds 2002 speelt hij op de PGA Tour. In 2002 won hij de Buick Challenge en werd PGA Tour Rookie of the Year. Daarna behaalde hij nog vier overwinningen. 
Play-off
Op 24 oktober 2010 won hij de Justin Timberlake Shriners Hospitals for Children Open
door de play-off van Martin Laird en Cameron Percy te winnen. Hij maakte op de 4de hole een hole-in-one.

Op 9 januari 2011 won hij de play-off van Robert Garrigus en won het Tournament of Champions, het openingstoernooi van het nieuwe seizoen. 

### Gewonnen
- 2002: Buick Challenge
- 2004: B.C. Open
- 2007: John Deere Classic
- 2010: Justin Timberlake Shriners Hospitals for Children Open
- 2011: Hyundai Tournament of Champions